# Trentino Volley 2004-2005

## Mercato

### Arrivi
- Cristian Savani da Bossini Gabeca Montichiari
- Goran Vujevic da Icom Latina
- Norbert Walter da Unimade Parma
- André Heller da Unisul ( Brasile)
- Gabriel Chochoľák da Conad Forlì
- Rodolfo Cavaliere da Adriavolley Trieste
- Cosimo Marco Piscopo da Codyeco Lupi Santa Croce

### Partenze
- Lorenzo Bernardi a Lube Banca Marche Macerata
- Igor Choulepov a Dinamo Kazan ( Russia)
- Alexei Kazakov a Iskra Odintsovo ( Russia)
- Giovanni Polidori a Esseti Carilo Loreto
- Gianluca Nuzzo a Teleunit Gioia del Colle

## Risultati
- Eliminata ai quarti di Coppa Italia da Treviso;
- 8° in Regular Season;
- eliminata ai quarti di play-off scudetto da Piacenza;
- eliminata da Top Teams Cup da Ortec Rotterdam ( Paesi Bassi);
- eliminata da Coppa CEV da Halkbank Ankara ( Turchia);
- Vittoria del Trofeo Tim ai danni della Sisley Treviso e della Tonno Callipo Vibo Valentia.

## Rosa
| \| Allenatore: Silvano Prandi - fino al 08/03/2005 Andrea Burattini - dal 08/03/2005 \| \| \| \| \| Nome \| Naz. sport. \| Nome \| Naz. sport. \| \| Palleggiatori \| \| \| \| \| 5 Paolo Tofoli \| Italia \| 12 Edoardo Rabezzana \| Italia \| \| Centrali \| \| \| \| \| 2 Michal Rak \| Rep. Ceca \| 4 André Heller \| Brasile \| \| 9 Stefan Hübner \| Germania \| 17 Norbert Walter \| Germania \| \| Schiacciatori-laterali \| \| \| \| \| 3 Cristian Savani \| Italia \| 13 Goran Vujević \| Montenegro \| \| 14 Lorenzo Tedeschi \| Italia \| 18 Francesco Mattioli \| Italia \| \| Opposti \| \| \| \| \| 8 Andrea Sartoretti \| Italia \| 10 Gabriel Chochoľák \| Slovacchia \| \| Liberi \| \| \| \| \| 6 Frank Bachmann \| Germania \| 11 Giuseppe Sorcinelli \| Italia \| Note: Rodolfo Cavaliere fino all'8/12/2004 | Sartoretti · # 8 Heller · # 4 Savani · # 3 Vujevic · # 13 Hübner · # 9 Tofoli · # 5 Sorcinelli · # 11 |                        |             |
| Allenatore: Silvano Prandi - fino al 08/03/2005 Andrea Burattini - dal 08/03/2005 | |                        |             |
| Nome | Naz. sport.                                                                                           | Nome                   | Naz. sport. |
| Palleggiatori | |                        |             |
| 5 Paolo Tofoli | Italia                                                                                                | 12 Edoardo Rabezzana   | Italia      |
| Centrali | |                        |             |
| 2 Michal Rak | Rep. Ceca                                                                                             | 4 André Heller         | Brasile     |
| 9 Stefan Hübner | Germania                                                                                              | 17 Norbert Walter      | Germania    |
| Schiacciatori-laterali | |                        |             |
| 3 Cristian Savani | Italia                                                                                                | 13 Goran Vujević       | Montenegro  |
| 14 Lorenzo Tedeschi | Italia                                                                                                | 18 Francesco Mattioli  | Italia      |
| Opposti | |                        |             |
| 8 Andrea Sartoretti | Italia                                                                                                | 10 Gabriel Chochoľák   | Slovacchia  |
| Liberi | |                        |             |
| 6 Frank Bachmann | Germania                                                                                              | 11 Giuseppe Sorcinelli | Italia      |

| Allenatore: Silvano Prandi - fino al 08/03/2005 Andrea Burattini - dal 08/03/2005 |             |                        |             |
| Nome                                                                              | Naz. sport. | Nome                   | Naz. sport. |
| Palleggiatori                                                                     |             |                        |             |
| 5 Paolo Tofoli                                                                    | Italia      | 12 Edoardo Rabezzana   | Italia      |
| Centrali                                                                          |             |                        |             |
| 2 Michal Rak                                                                      | Rep. Ceca   | 4 André Heller         | Brasile     |
| 9 Stefan Hübner                                                                   | Germania    | 17 Norbert Walter      | Germania    |
| Schiacciatori-laterali                                                            |             |                        |             |
| 3 Cristian Savani                                                                 | Italia      | 13 Goran Vujević       | Montenegro  |
| 14 Lorenzo Tedeschi                                                               | Italia      | 18 Francesco Mattioli  | Italia      |
| Opposti                                                                           |             |                        |             |
| 8 Andrea Sartoretti                                                               | Italia      | 10 Gabriel Chochoľák   | Slovacchia  |
| Liberi                                                                            |             |                        |             |
| 6 Frank Bachmann                                                                  | Germania    | 11 Giuseppe Sorcinelli | Italia      |

| \| Allenatore: Silvano Prandi - fino al 08/03/2005 Andrea Burattini - dal 08/03/2005 \| \| \| \| \| Nome \| Naz. sport. \| Nome \| Naz. sport. \| \| Palleggiatori \| \| \| \| \| 5 Paolo Tofoli \| Italia \| 12 Edoardo Rabezzana \| Italia \| \| Centrali \| \| \| \| \| 2 Michal Rak \| Rep. Ceca \| 4 André Heller \| Brasile \| \| 9 Stefan Hübner \| Germania \| 17 Norbert Walter \| Germania \| \| Schiacciatori-laterali \| \| \| \| \| 3 Cristian Savani \| Italia \| 13 Goran Vujević \| Montenegro \| \| 14 Lorenzo Tedeschi \| Italia \| 18 Francesco Mattioli \| Italia \| \| Opposti \| \| \| \| \| 8 Andrea Sartoretti \| Italia \| 10 Gabriel Chochoľák \| Slovacchia \| \| Liberi \| \| \| \| \| 6 Frank Bachmann \| Germania \| 11 Giuseppe Sorcinelli \| Italia \| Note: Rodolfo Cavaliere fino all'8/12/2004 | Sartoretti · # 8 Heller · # 4 Savani · # 3 Vujevic · # 13 Hübner · # 9 Tofoli · # 5 Sorcinelli · # 11 |                        |             |
| Allenatore: Silvano Prandi - fino al 08/03/2005 Andrea Burattini - dal 08/03/2005 | |                        |             |
| Nome | Naz. sport.                                                                                           | Nome                   | Naz. sport. |
| Palleggiatori | |                        |             |
| 5 Paolo Tofoli | Italia                                                                                                | 12 Edoardo Rabezzana   | Italia      |
| Centrali | |                        |             |
| 2 Michal Rak | Rep. Ceca                                                                                             | 4 André Heller         | Brasile     |
| 9 Stefan Hübner | Germania                                                                                              | 17 Norbert Walter      | Germania    |
| Schiacciatori-laterali | |                        |             |
| 3 Cristian Savani | Italia                                                                                                | 13 Goran Vujević       | Montenegro  |
| 14 Lorenzo Tedeschi | Italia                                                                                                | 18 Francesco Mattioli  | Italia      |
| Opposti | |                        |             |
| 8 Andrea Sartoretti | Italia                                                                                                | 10 Gabriel Chochoľák   | Slovacchia  |
| Liberi | |                        |             |
| 6 Frank Bachmann | Germania                                                                                              | 11 Giuseppe Sorcinelli | Italia      |

| Allenatore: Silvano Prandi - fino al 08/03/2005 Andrea Burattini - dal 08/03/2005 |             |                        |             |
| Nome                                                                              | Naz. sport. | Nome                   | Naz. sport. |
| Palleggiatori                                                                     |             |                        |             |
| 5 Paolo Tofoli                                                                    | Italia      | 12 Edoardo Rabezzana   | Italia      |
| Centrali                                                                          |             |                        |             |
| 2 Michal Rak                                                                      | Rep. Ceca   | 4 André Heller         | Brasile     |
| 9 Stefan Hübner                                                                   | Germania    | 17 Norbert Walter      | Germania    |
| Schiacciatori-laterali                                                            |             |                        |             |
| 3 Cristian Savani                                                                 | Italia      | 13 Goran Vujević       | Montenegro  |
| 14 Lorenzo Tedeschi                                                               | Italia      | 18 Francesco Mattioli  | Italia      |
| Opposti                                                                           |             |                        |             |
| 8 Andrea Sartoretti                                                               | Italia      | 10 Gabriel Chochoľák   | Slovacchia  |
| Liberi                                                                            |             |                        |             |
| 6 Frank Bachmann                                                                  | Germania    | 11 Giuseppe Sorcinelli | Italia      |